# SEC Centre
El SEC Centre (originalmente conocido como Centro de Exposiciones y Conferencias de Escocia hasta 2017) es el centros de convenciones más grande de Escocia, ubicado en Glasgow. Es uno de los tres lugares principales dentro del Scottish Event Campus.
Desde la apertura de los edificios originales en 1985, el complejo ha experimentado dos grandes ampliaciones; la primera fue el SEC Armadillo (Auditorio Clyde) en 1997 y luego el SSE Hydro en 2013. La sociedad matriz del lugar, SEC Limited, es propiedad del Ayuntamiento de Glasgow en un 91% y de inversores privados en un 9%. Es conocido por albergar conciertos, particularmente en el Hall 3 y el Hall 4.

## Historia
La Scottish Development Agency apoyó por primera vez la construcción de un centro de convenciones en Glasgow en 1979. Se seleccionó un sitio en el antiguo Queen's Dock en la orilla norte del Clyde en Finnieston, que se había cerrado para la navegación en 1969. Las obras de recuperación de tierras comenzaron en 1982 utilizando escombros de la demolida estación de trenes de St Enoch. La construcción de los edificios de la SECC comenzó en el sitio en 1983.

### Edificio principal
El edificio principal se completó e inauguró en 1985, con un concierto de la Royal Scottish National Orchestra en el Hall 1. Más tarde se llevó a cabo el Grand International Show en el Hall 4 como parte del Glasgow Garden Festival de 1988. En 1990, la SECC fue uno de los ejes del año de Glasgow como Capital Europea de la Cultura.
Tras su apertura, el Centro ganó rápidamente su apodo en la prensa local y, por lo tanto, de uso general, "The Big Red Shed" (El Gran Cobertizo Rojo), debido a su apariencia exterior, que se asemejaba a un almacén gigante pintado de rojo. El apodo se volvió redundante después de que el edificio principal se expandió y se pintó de gris en 1997.
El SECC ocupa 64 hectáreas (260.000 m2) de terreno, la mayoría de los cuales son plazas de aparcamiento en la superficie, y alberga numerosos conciertos de música, exposiciones y conferencias profesionales. El SECC también tiene su propia estación de tren, el Exhibition Centre, en la línea Argyle de la red de trenes suburbanos de Glasgow. El Forum Hotel de 16 pisos (ahora parte de la cadena Crowne Plaza) fue inaugurado en el sitio en 1989.
En septiembre de 1996, se inauguró una nueva sala de exposiciones de 5.095 m2, conocido como el Hall 3.

### SEC Armadillo
En septiembre de 1995, comenzó la construcción de un nuevo edificio, el Auditorio Clyde, que pasaría a formar parte del complejo SECC. Diseñado por el galardonado arquitecto Sir Norman Foster y a menudo llamado "SEC Armadillo" por los habitantes de Glasgow, este nuevo edificio de capacidad para 3.000 personas se completó en agosto de 1997.

### Queens Dock 2 expansion
En abril de 2004, los propietarios de SEC Ltd encargaron nuevamente a Foster and Partners el diseño de una regeneración de 562 millones de libras esterlinas del área de Queen's Dock, bajo el nombre de QD2, llamada así porque es la segunda regeneración de la antigua área de Queen's Dock desde el inicio del centro. Este proyecto incorporó el SSE Hydro, un escenario de conciertos de 12.500 asientos y £50 millones para la SECC, que se inauguró en septiembre de 2013.

## Shows y eventos
El lugar acogió el Festival de Eurovisión de Baile 2008. La SECC organizó el Girls' Day Out Show en 2009, 2010 y 2012. Organizó el Scottish Golf Show en 2009 y 2010. Además, el lugar organiza anualmente el popular Good Food Show de la BBC. El 15 de noviembre de 2015, acogió el mayor espectáculo del año del Insane Championship Wrestling, titulado Fear & Loathing VIII.
También tuvo el espectáculo más vendido en la historia de la lucha libre británica desde que Big Daddy luchó contra Giant Haystacks en el Wembley Arena en 1981.
La SECC fue sede de la Convención mundial de ciencia ficción dos veces, en 1995 y en 2005 (incluyendo el SEC Armadillo). En junio de 2012, la banda de pop irlandesa Westlife fue honrada con cuatro taburetes de bar especialmente encargados (para ser un elemento permanente en el lugar) para albergar 49 presentaciones en el SECC, donde entretuvieron a más de 380.000 fanáticos a lo largo de los años, vendiendo más boletos que cualquier otro acto.

## Centro médico
El SEC Centre estaba previsto para albergar la Conferencia de las Naciones Unidas sobre el Cambio Climático de 2020. Esa conferencia se pospuso hasta 2021 debido a la Pandemia de COVID-19. Debido a la misma pandemia, el SEC Centre se ha convertido en un hospital de cuidados intensivos COVID-19 bajo el nombre de NHS Louisa Jordan y dirigido por el sistema de salud pública NHS Scotland. Inicialmente, a partir del 8 de abril de 2020, creó capacidad para 300 camas, con una expansión a más de 1.000 si fuese necesario.